# 田辺祭
田辺祭（たなべまつり）は、和歌山県田辺市で460年以上前から続く、鬪雞神社の例大祭。和歌祭・粉河祭と並ぶ「紀州三大祭」の一つとされる。
例大祭自体は、7月24日(宵宮)と25日(本祭)に行われるが、氏子町では事前行事（曳き初め等）が町単位にて7月初頭から随時おこなわれる。
江戸時代は6月24日と6月25日の両日におこなっていたが、1907年（明治40年）から現在の日程に改められた。
和歌山県の無形民俗文化財に指定されている 。

## 概要
闘鶏神社から神輿渡御（神職、巫女、衣笠、神輿、神馬、流鏑馬）・旧田辺城下八町による笠鉾 （かさほこ）・衣笠（きぬがさ）の巡行が営まれる。
笠鉾が城下町を練り歩く（笠鉾巡行）が一般的に知られているが、鬪鷄神社を主体とした神輿渡御・暁の祭典、馬町五ヶ町を主体とした流鏑馬、笠鉾保存会・笠鉾町八町が主催する笠鉾巡行に大きく分けられる。また、笠鉾巡行については八町毎に行事や日程が異なる。
近辺の4つの神社（八立稲神社・蟻通神社・神楽神社・日吉神社）は鬪鷄神社氏子地区外にありながら、田辺祭にて「勤め」（奉納)をおこなっている。八立稲神社では、潮垢離浜跡にて潮垢離神事もおこなわれる。

### 例年の日程
以下、宵宮および本祭の時間経過は田辺市観光協会ウェブサイト「田辺探訪」による。

### 宵宮（7月24日）
8:30頃：本町縦町に江川町（住矢・笠鉾二基は旧会津橋西詰に曳き揃え）を除く全町の笠鉾が曳き揃え。
8:45頃：神輿渡御（神職を含む100名以上の行例を連ねて鬪雞神社を出発）。
9:15頃：神輿が笠鉾を追い越し、会津橋を渡り江川へ(御旅所)。
これに続き笠鉾も江川へ（笠鉾巡行開始）

御旅所（江川漁港）での江川町笠鉾の様子

10:50頃：奉納巫女舞（鈴舞・浦安の舞）／御旅所勤め。
13:20頃：神輿還幸（神輿が鬪雞神社へ戻る）。これに続き笠鉾も出発。各町の御宿・神社を勤めながら巡行。
17:45頃：鬪雞神社鳥居前参道に曳き揃え。
19:00：住矢の走り・鳥居前勤め（闘鶏神社二ノ鳥居・藤巖神社鳥居・神楽神社(忠魂碑)を順に勤める）。
21:30頃：旧会津橋上に全町曳き揃え。

22:15頃：曳き別れ（各町、御宿や会館へ収容）。

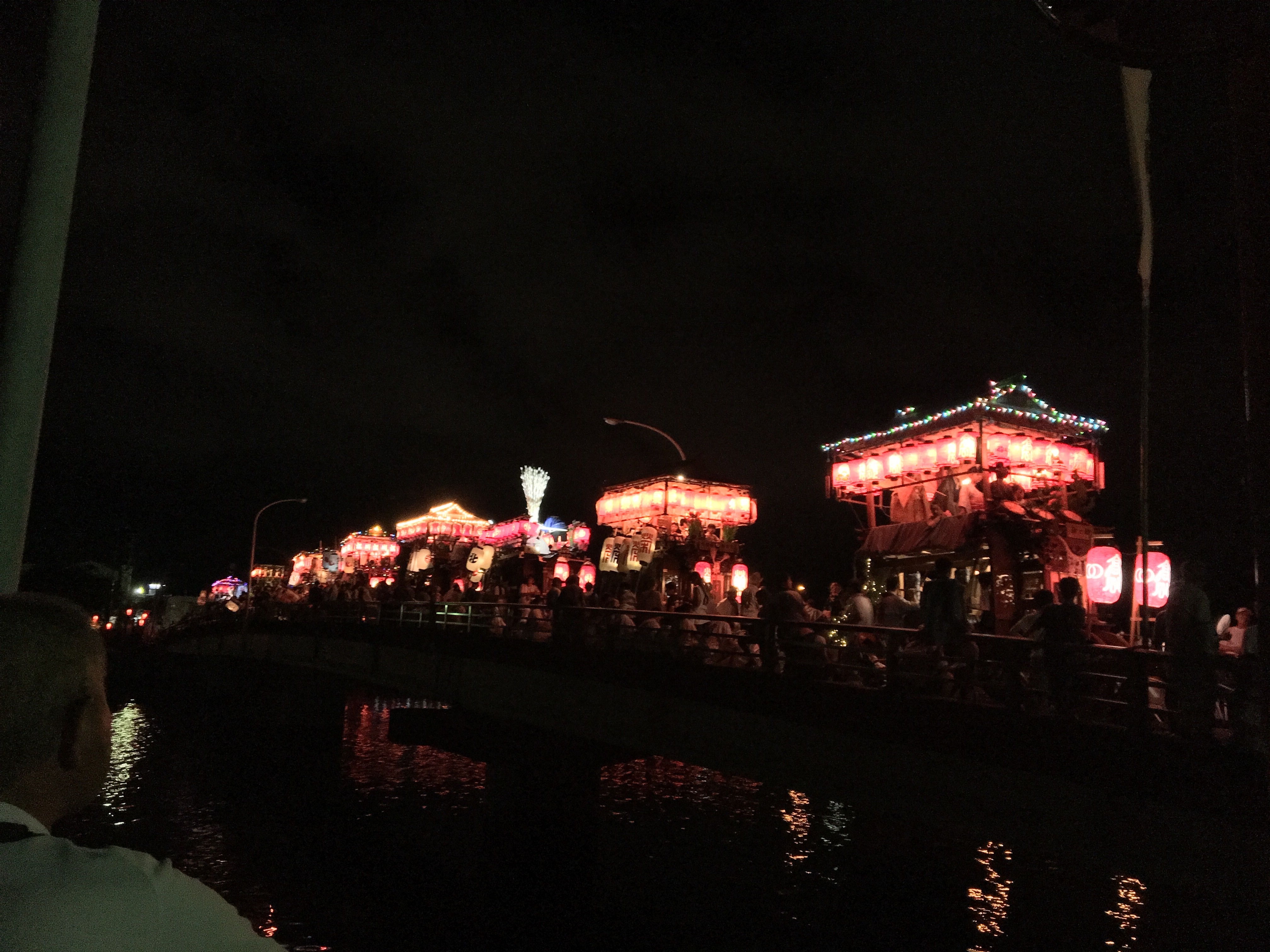
旧会津橋での引き揃えの様子（7月24日夜）

### 本祭（7月25日）
4:30：暁の祭典（鬪雞神社本殿にて巫女舞）
その年の各町の御宿、宮総代、町総代、祭典委員長が集結する。
12:00頃：本町横町に江川町を除く全町の笠鉾が曳き揃え（住矢・笠鉾二基は旧会津橋西詰に曳き揃え）
12:30頃：七度半の使い（旧会津橋東詰の本町より代表二人が江川町に出発の挨拶（「七町曳き揃いましたので出立のほどよろしくお願いいたします」等の口上）をするため、橋を渡り西詰へ。七度行っても動かないが、八度目の橋の真ん中で出会う） 。
終了後、東詰にて潮垢離勤め。
14:00頃 - ：各町の御宿・神社を勤めながら巡行（笠鉾のみ）
18:00頃：鬪雞神社鳥居前参道に曳き揃え
19:30：お宮入（住矢の走り・神前勤め) 参道へ曳き揃えていた笠鉾が鳥居をくぐり神社本殿前で勤めをおこなう〈稚児は本殿の中で行われる〉。
21:20：流鏑馬式 。
21:30頃：流鏑馬終了後、江川町(恵美須・大黒天)と本町は笠鉾の提灯を消し・幕をするなどして外から見えない様にして、面を外す儀が素早く厳かに行われる。
この後、笠鉾の屋根を一段下ろす(現在は江川町のみ)
21:45：曳き別れ（戻り囃子を奏でながら各町へ）。

## 御神輿

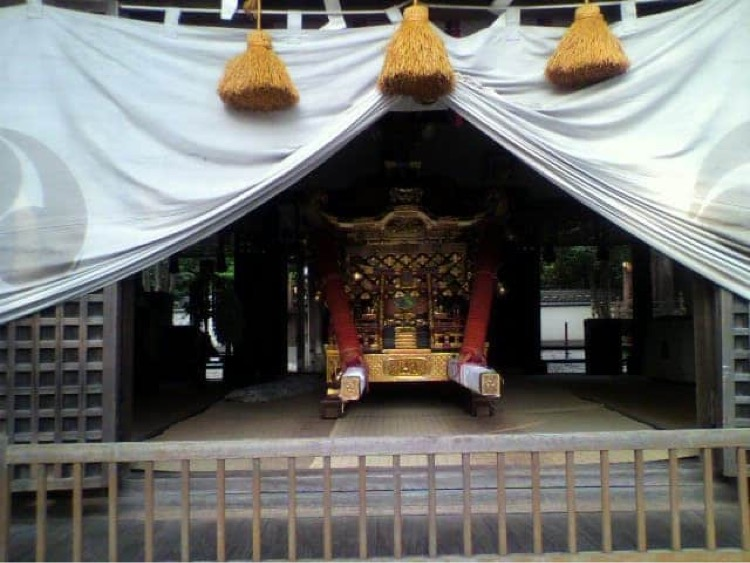
鬪鷄神社の神輿（祭前日）

### 神輿の巡行順
- 宮総代
- 山伏
- 警護人(各町より数名)
- 衣笠・吹き流し等
- 御神輿
- 神馬
- 宮司、神職等
- 巫女
- 馬(流鏑馬)

## 流鏑馬
流鏑馬という言葉は本来、馬上から矢を撃つ行為を指す言葉であるが、田辺祭においては屋敷町における祭の役割担当の名称でもある。

### 担当地区
五つの町より毎年交代で担当する。
- 上屋敷町
- 中屋敷町
- 下屋敷町
- 新屋敷町
- 今福町

### 祭と馬
田辺祭は、4月の御田祭、または祭前日（7月23日）の流鏑馬前ぶれに始まり、本祭（7月25日）夜の流鏑馬で終わることから「馬に始まり、馬で終わる」祭と言われる。
歴史
祭礼に台車が使われた翌年、「慶長11年（1606年）流鏑馬三騎町より出」 とある。
1962年（昭和37年）までは掛馬（競馬）が神社参道にておこなわれていたが、交通事情の変化や道路拡張による参道（馬場）縮小のため、それ以降は実施されていない。

### 祭での役目
宵宮（7月24日）の前日（23日）には、鬪雞神社にて流鏑馬の「矢」を受け取り、祭に先立ち市内を巡行する。祭当日は神社の神輿行列に含まれ、笠鉾とは別行動になり基本的に神輿の後をついて行く形となる。
流鏑馬
7月25日の笠鉾の神前勤めが終わると、稚児が騎乗した三騎によりそれぞれ三回の射的、合計九本の射矢による魔除けの儀式（流鏑馬）がおこなわれる。この間、馬の世話親方の馬子唄が唱えられ、祭礼は終了となる。

### 御宿
馬町の御宿は「馬宿」とも言われ、馬の世話や管理などをおこなう。笠鉾町同様、町内会館を御宿とする場合もある。

### 稚児
3名が選出される。「乗り子」と呼ばれ、狩衣  に綾蘭笠 をまとう。

## 笠鉾・衣笠

### 笠鉾
田辺地域では山車の一種である笠鉾は「お笠（おかさ）」と呼ばれる。当番役員、稚児が裃姿などで笠鉾の前を歩く（江川町、片町、紺屋町は稚児を出さない）。江川町、片町では笠の内（笠鉾の幕の中）で小学生3、4名が入り奏でる。
笠鉾の上座には、町毎に違う人形（その町のカミサマ）が祀られる（衣笠のみ松） 。
笠鉾の下屋では、【太鼓・小太鼓・横笛・三味線】の組合せと【太鼓・小太鼓・横笛・鉦】の組合せ（片町と江川町2基）があり、町毎に曲調が異なる。

### 衣笠
田辺祭では江川町(住矢)、紺屋町、闘鶏神社の3つの衣笠が存在する。松を御神体とし、中央の「一本柱」を触ると頭がよくなるとの言い伝えがある。これは古来から神社にて、「松」「一本柱」には神が宿るとされているからである。
形状は京都祇園祭の綾傘鉾、四条傘鉾（上部に松を飾る）に類似する。

### 笠鉾の巡行順
住矢と八町九基の巡幸となり、江川町の住矢に続き本町が先頭、その後ろの福路町組、栄町組、江川町組については毎年順番が変わる。なお、組内での順番変更はない。江川町組は「住矢」と同一町の2基の笠鉾からなる。
- 各町単位の巡行順
  - 　鬼1名【衣装・鬼面】
  - 稚児（太鼓3名、笛3名）、世話役数名
  - 当番役4 - 15名【裃】
  - 笠鉾曳き9 - 20数名【法被】
  - 高張提灯持ち10名程度（夜のみ）

- 江川町、片町、紺屋町は鬼、稚児が出ない。
- 本町は鬼ではなく天狗（猿田彦大明神）2名【衣装・猿田彦の面】[5]。

## 各町の笠鉾ならびに衣笠

### 江川町組

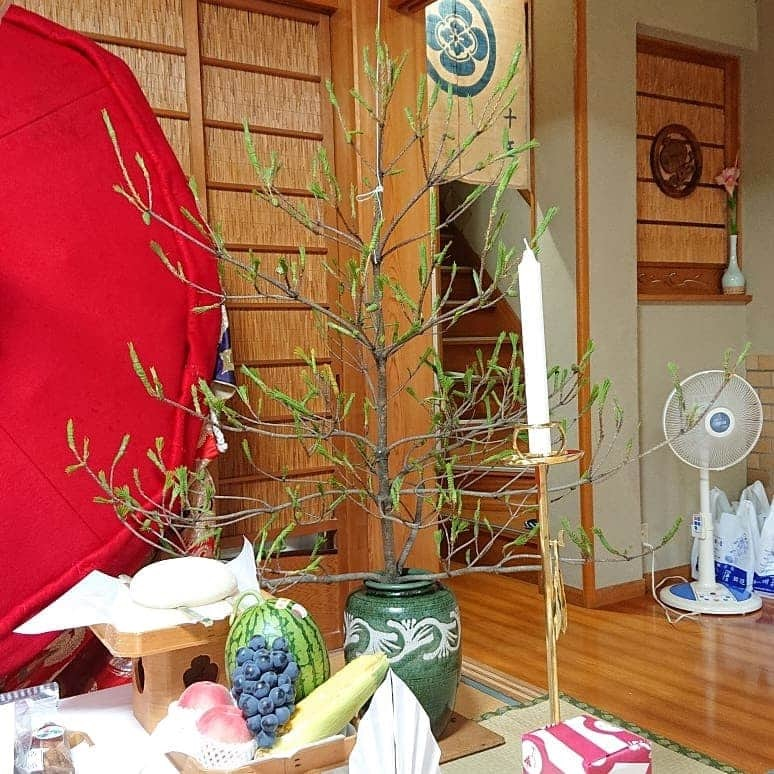
江川町の御宿にて住矢の御神体「松」が祀られている様子

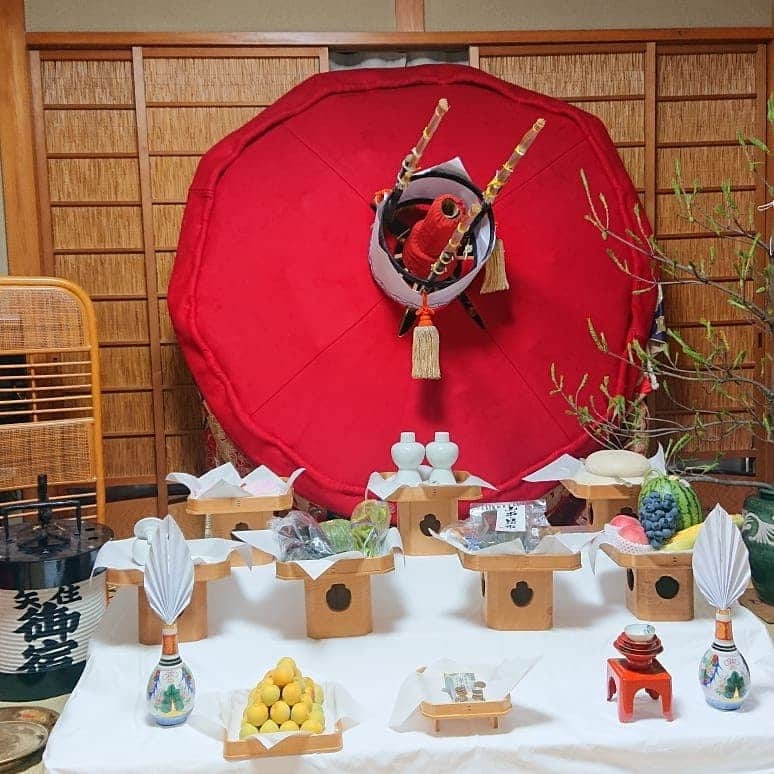
江川町の御宿にて祀られている様子

住矢（すみや）
7 - 9段の松。
他の衣笠と類似の外見であるが、市中の邪気を祓い清めるという大きな役割をもち、他町、同じ江川町の笠鉾よりも必ず先頭を務め、巡幸中の順路の邪気を祓い清めたあとに笠鉾が通る、田辺祭の中で特別な存在である。田辺城（錦水城）が築城する前の上野山城（現在の古尾・八立稲神社周辺）・洲崎城の城下町であった江川町が役を担う（田辺城が建てられてからも江川町は城下町とされた）。
厄を祓い清め、一年間の無事安泰を祈願する役を果たす衣笠で、右に廻ることがなく（笠鉾も同様）、一度通った道を後戻りすることもない。
恵美須
大黒天
記録には一時、恵美須と大黒天を笠鉾一基に飾っていた時代もあったが、昭和期〜現在は二基の笠鉾に別々におまつりされている。
古いしきたりが残る町で、御神体の「おつくり」や着付け等は、御宿や当番町役員と決められた小数人でおこなわれる。
江川本町、南本町（西・東）、中町（北・南）、浜路、川辺り、への丁(塀の町)の八町に分割され祭をおこなう。
1873年（明治6年）までは「江川浦」という村であった。

### 本町(組)

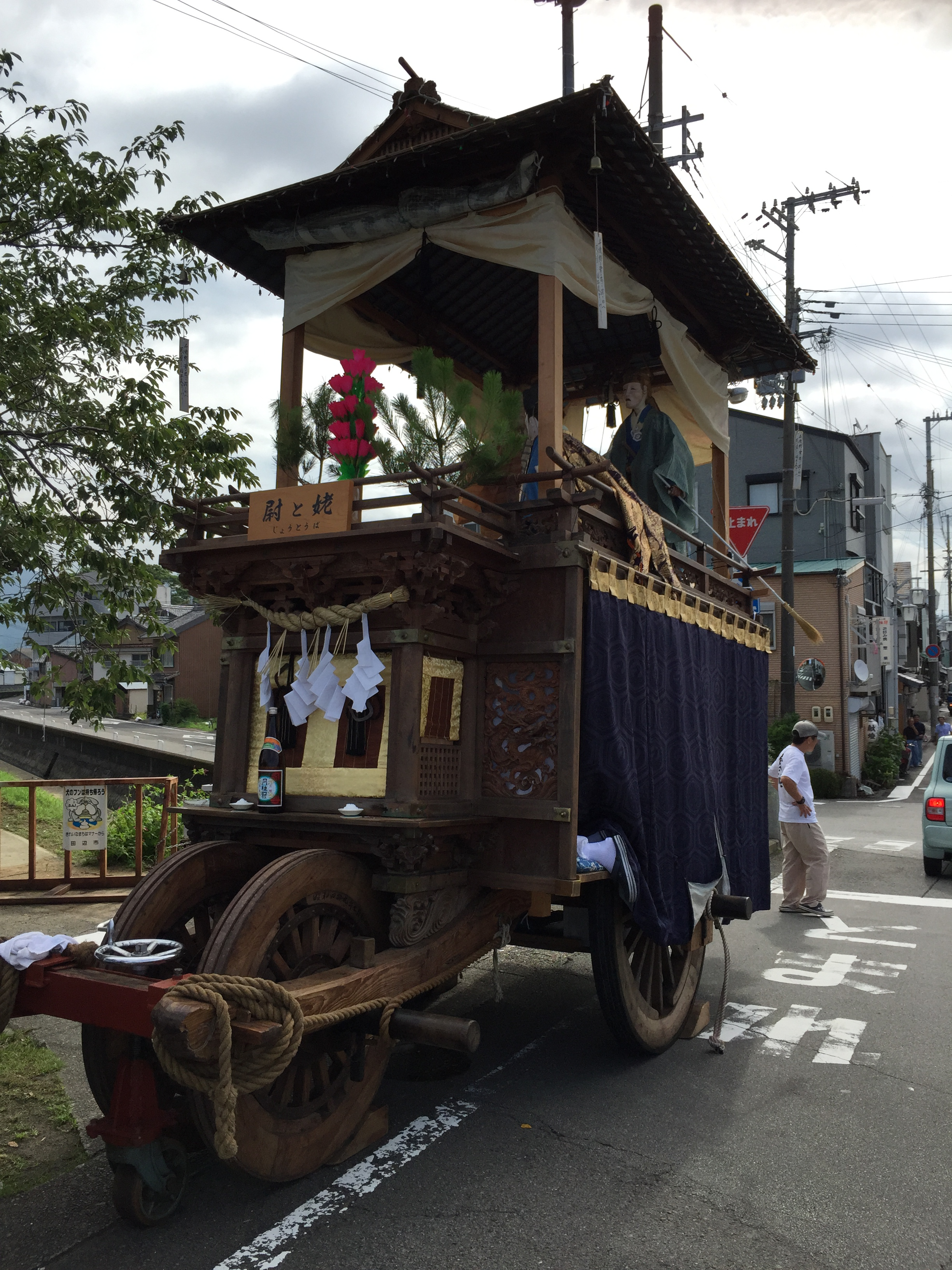
本町の笠鉾は笠鉾を出す八町の中で一番大きく作られている

尉（じょう）と姥（うば）【高砂】
常に住矢の後ろであり、笠鉾の先頭である。
稚児の先に立つのは、天狗（猿田彦）2名で、斧を持っている（他町は鬼1名）。
尉と姥以外に高砂に出てくる九州阿蘇宮の神主である友成が飾られる。
「高砂」と町名以外を提灯、法被等に書いている唯一の町である。

### 福路町組

#### 福路町
日本武尊
姿は滋賀県の建部大社の宝物「日本武尊像（掛軸）」が原形。
初代は1949年に笠鉾とともに焼失。出組、欄間、屋根が焼失を逃れていたため、1955年に再建されたものが使用されている。

#### 紺屋町
衣笠
淡海公、忠度、弘法大師など多くの人形を飾ったが1889年（明治22年）の大水害で笠鉾を失い、1926年（大正15年）より衣笠を出すようになった。
衣笠には八咫烏が縫い込まれている。(現在の幕は3代目)
江川町の住矢と同様の形状で上部に松を取り付けている。しかし担う役は笠鉾と同様で、笠鉾の行列に含まれる。

#### 片町
関羽・神功皇后
「関羽」は7月24日、「神功皇后」は25日に飾られる。

### 栄町組

#### 栄町（榮町）
猩生・神功皇后と建内宿禰
江戸時代には上長町・下長町であった が1870年（明治3年）の合併で栄町となる。
上長町の御神体であった「猩々」が受け継がれており、栄町を代表する御神体とされ、上座に飾る場合は、笠鉾の屋根はつけない。
「神功皇后と建内宿禰」を上座に飾る場合は、二体同時に飾り、笠鉾に屋根を付ける。
建内宿禰の腕には「皇子(後の応神天皇)」が抱かれている

#### 北新町
餅花
1694年（元禄7年）から1800年（寛政12年）までは貞信公・彭祖先人・陶朱公・頼政鵺退治・那智山滝行などの人形が飾られていた。1801年（享和元年）からは餅花を飾るようになる。
笠鉾に常に屋根をつけない町である。

#### 南新町
新田義貞・須佐之男命・牛若丸・汐くみ
4組に分割され、「新田義貞」は西組、「須佐之男命」は東組、「牛若丸」は南海組、「汐くみ」は天目組の守り神であり、それぞれ当番組の御神体が存在。
曳初、宵宮の午前、午後、本祭の順に飾り換える。

## 御宿

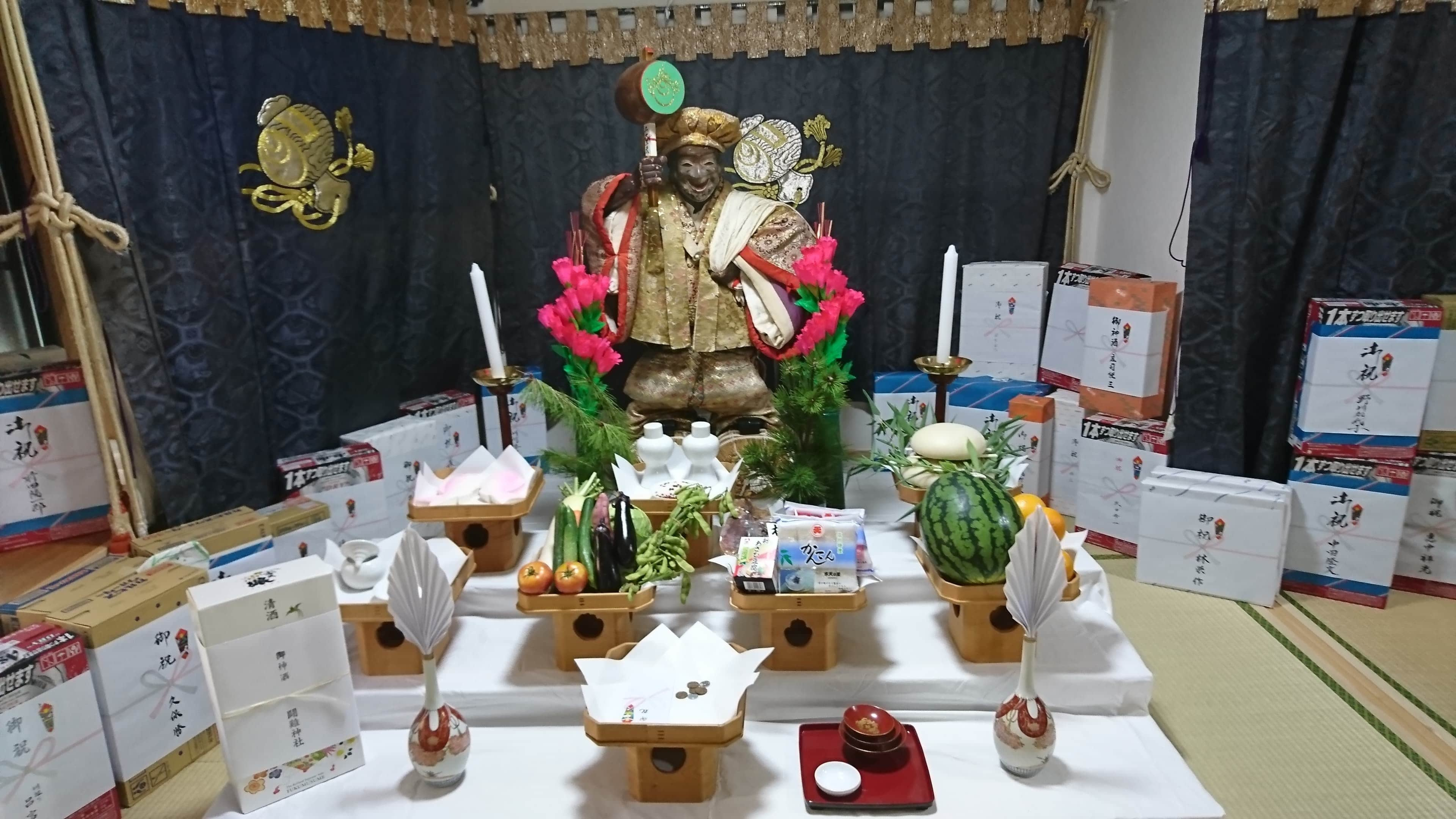
江川町(大黒天)の御宿の様子

御宿（おやど）は、各町に存在する御神体を期間中自宅に祀り、参詣に来る人々を世話する役目を担う家である。笠鉾巡行においてもその組、町の代表となる重要な役目、すなわち町の神様を家に宿すことを意味する。
御宿は本来、各町内の家が持ち回りで担当するもので、この決定が祭りの始まりであった。御宿を担うことは栄誉とされ、「大漁をもたらす縁起物」ともされた。しかし人口の高齢化や漁業の衰退といった時代と町の変化により家に割り当てることが困難となり、町内会館（公民館）を御宿とする町も存在する。
御宿を担う家の玄関先には飾り付け（提灯・幕）が、所属する「組」の共同作業によりおこなわれる。

## お囃子
曲目
主に、黒髪・越後獅子・娘道成寺・新曲浦島・三番隻・雪月花・岸の柳・小鍛冶・深川・祇園囃子・戻り囃子など、町毎にアレンジや曲目が変わる。
夜、闘鶏神社での勤めが終わると昼とは囃子が変わり、「戻り囃子」と呼ばれる地歌や掛け声の入った囃子となる。
掛け声/「コーライ」「ソレ」「エイヤ」など。
練習
練習は年中を通しておこなわれるが、7月頃から本格化する。囃子の指導に関しては町内で分担が決められ、練習を町内会館等でおこなう。
練習では、正面に御囃子の「主任」が座り、後ろに地域の年長者、青年が並ぶ。
江川町のみ、御宿とは別に「鳴らし宿」と呼ばれる「宿(家)」を決め、祭り時期の一定期間中は、その家で囃子を鳴らす。
本番、笠鉾の下屋では、年長者(笛)は出組と言われる笠鉾の前方部に座り、その左右に1人ずつ、その後ろは鼓、三味線、鉦(江川町、片町のみ)、太鼓の順である。
通常大人6名、子ども1名程度が基本であるが、江川町、片町に関しては、大人4名、子ども4 - 5名である。

## 事前行事等
祭は例年7月24日（宵宮）・25日（本祭）にわたりおこなわれる。しかし御田祭を含め、出囃子・曳き初めなどの事前神事は神社や町単位にておこなわれている。田辺祭はこの全てを含めたものである。

### 御田祭
4月15日の熊野本宮大社（鬪雞神社が熊野三山を勧請した熊野権現・熊野神社であることに由来）の御田祭に合わせ鬪雞神社より、神馬が江川浦(漁港内)の稲荷社と江川の氏神である浦安神社での勤めをおこなうため、旧田辺市内を巡行する。

### 下打ち合わせ - 初寄合
御田祭前後までには、各町にて御宿・町総代・祭典長（三役）は立候補等で早い段階から選出される。
7月1日頃には、各町の当番組(一軒につき1人代表が基本)全員による会議が開かれる。三役の発表、稚児6人程度（太鼓3人・笛3人）をはじめとする当番役（警護・役・係）が決定される。
7月5日頃から稚児の先囃子の練習が始まる。

### 御祓 - 笠洗い・御面受け取り
7月頃より、各町単位にて稚児、当番役員等の御祓神事が鬪雞神社本殿にておこなわれる。
7月15日頃より、各町にて笠鉾/衣笠の組立と神体の着付け等をおこなう。組立終了後は「笠洗い」をおこなうため、浜まで曳いて行き潮水で清めていたが、現在は交通事情の変化や人手不足等の理由により、汲んできた海水でふく、塩をまくなど時代とともに変化している。
神体に面を付ける町では鬪雞神社にて御宿への受渡し神事がある。
「御面」について
田辺祭は一時期「能」の奉納となっていた。そのため、能や狂言等との関わりが深い（本町/高砂（尉と姥））、南新町/松風を題材にした神体など）。これは「能」の奉納となった際に使用していた面がそのまま各町に分けられ現在の神体に使われているためである。現在も本町、江川町においては御神体に付ける「面」が存在し、この面を付けている間「カミサマ」として祀られる。祭礼時期以外は、面は鬪雞神社、面のない神体は各町においてそれぞれ保管されている。

### 出囃子
7月19日頃から、各町の笠鉾の上座に飾る御神体のある家(御宿)に向かい、先囃子（稚児）・神歌、囃子の順に御囃子を演奏。
例年住宅にて神体を祀るのは江川町のみである為、江川町以外は町内会館で行う。）

### 曳初め
7月21日頃に笠鉾の曳き初めとなり、各町単位で各町内を羽織浴衣の当番役、衣装の稚児、笠鉾の順で練り歩く。
※出囃子、曳き初めについては同日にする場合がある（毎年各町の事情や、曜日等により変更。）。

### 流鏑馬前ぶれ
7月23日　屋敷町の馬が鬪雞神社で流鏑馬に使う矢を受け取り、旧田辺市内を巡行。

## しきたり・習わし

### 潮垢離
古来より田辺は本宮に向かうまでの熊野古道(中辺路)において最後の海沿いであったため、熊野詣に向かう人々は海に別れを告げ、塩水で身を清めたとされる。
それらに習い、宮入りを行う前に潮垢離に出向く風習である。
現在は会津橋東詰において潮垢離をおこなっているが、江川桝潟町(浜の埋立地)が出来るまでは江川の浜(現在の公園:潮垢離浜跡)で行われていた。

### 勤め
「勤め」とは、厄等の追い払い、清め、祝いなど町々により意味合いは違うが、「御宿」「神社前等」にて「囃子や歌を奏でる」点は共通である（いわゆる奉納）。
衣笠の勤め
御宿または神社に礼の後（住矢、紺屋町の衣笠共通）、その後「住矢」は左廻りに回転後、走って後を去る。

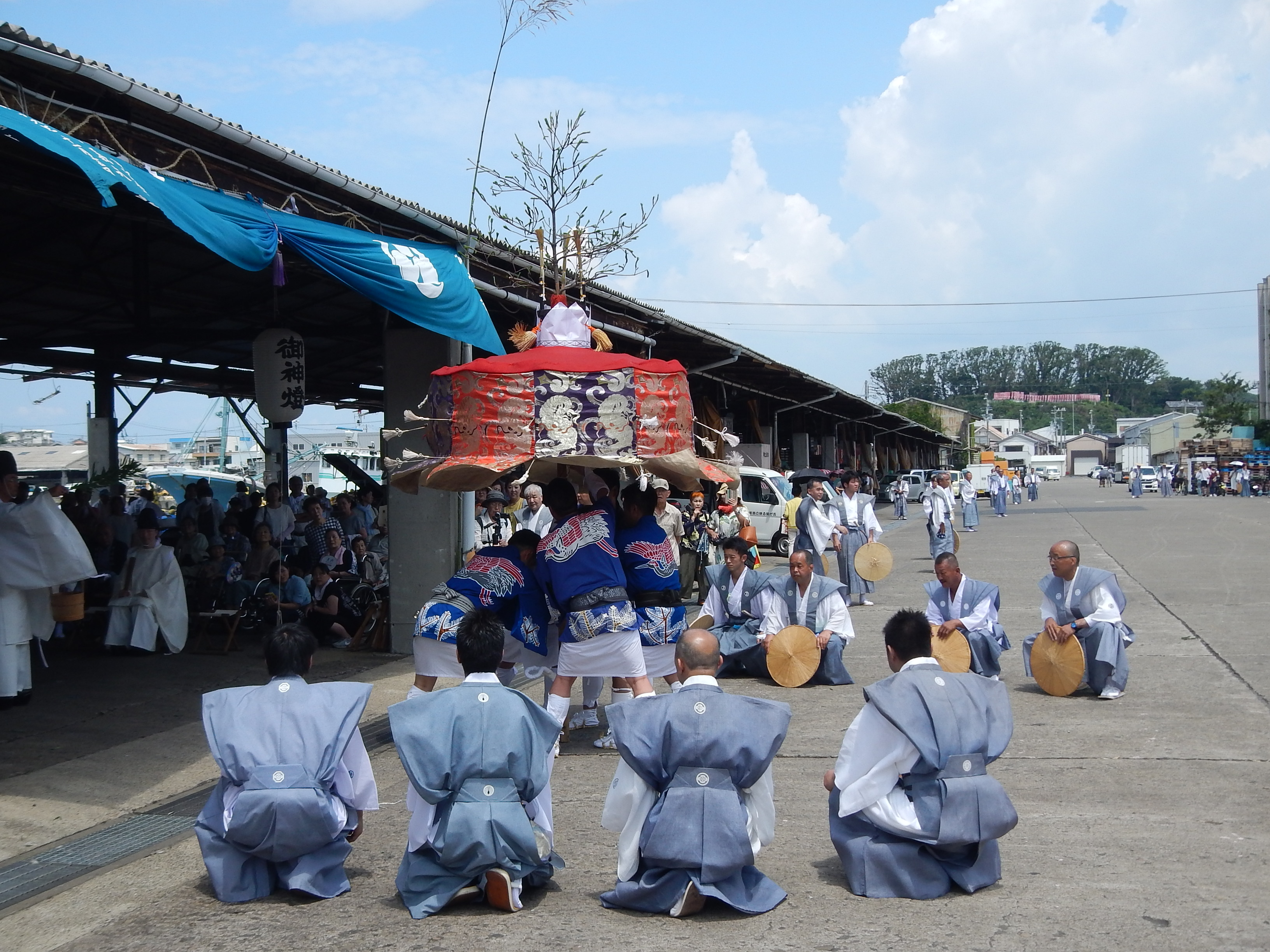
江川漁港（御旅所）での住矢の奉納

手順
町毎に稚児による笛・太鼓（当番役員の御神歌も含む）（先囃子）に続き、笠鉾（囃子）の順でおこなわれ、勤められた側（御宿、神社など）からの「〆汐祓」が左右・正面に撒かれ、勤めは終了となる。
稚児については、時代の変化（暑さや子どもへの負担など）により、現在は江川での御旅所、潮垢離、鬪鷄神社にての「勤め」のみであるため、御宿や鬪鷄神社以外の神社では基本的に「御神歌」と「笠鉾」の奉納となる。
なお、現在は江川町、紺屋町、片町については稚児を出していないため、上記の通りでなく、当番役員による「御神歌」の後に「笠鉾」または「衣笠」の順となる。
時間
勤める時間について（特に笠鉾）は本来、時間に限りがなかった（勤められる側への一任等）。現在においては祭事当日は交通規制がおこなわれ時間制限がかかる関係で、以下のような規約が設けられている。
- 当番役員の勤め「御神歌は二節ある内の一節のみ（神社を除く）」
- 笠鉾の勤め「御宿◯分以内、神社●分以内」

## 女性の参加
女性が笠鉾の曳き手や裃を着ての参加などの記録は現在もない。稚児についても1998年（平成10年）頃までは女子は参加できず男子のみであったが、各町の子ども不足により各町毎に次第に女子の参加も認められるようになった。21世紀には、巫女や裏方（人形着付けや配膳等）での女性が目立ってきており、男性のみでなく女性を含めた町全体での参加となってきている。

## 歴史
今日、田辺祭は笠鉾巡行がハイライトとなっているが、年表からも分かる通り笠鉾巡行（氏子町）は「鬪鷄神社の例祭に参加・奉納をする」形である。「鬪鷄神社より神輿渡御が行われた回数」として2009年に450回を迎えている。
16世紀中頃に始まったとされる。
1605年（慶長10年、祭礼に車が用いられる。1607年（慶長12年）には流鏑馬が始められた。
1633年（寛永10年）、堀瀬兵衛（紀伊田辺藩の家老）が能を奉納し、以後祭礼が能となる。しかし能の稽古が途絶えて、1642年（寛永19年）に祭礼が笠鉾に改められた。
1672年（寛文12年）、袋町（福路町）が笠鉾の台を車に改める。翌年には全町の「鉾の台」が「車」となり、現在の笠鉾の原形となる。
1868年（明治元年）、江川町の笠鉾が1基になる。さらに1870年（明治3年）には上長町と下長町が合併して栄町となり、笠鉾を1基とした。。
1889年（明治22年）、大水害により、紺屋町の笠鉾が流され、大正15年以降は「衣笠」となる。
1928年（昭和3年）、江川町の笠鉾が2基に戻る。
2009年（平成21年）に、闘鶏神社が記録する神輿渡御の回数が450回に達したことを祝い、第450回記念祭が営まれた。
2019年（令和元年）第460回田辺祭、鬪雞神社創建1600年記念を営むにあたり「花火で彩る田辺祭実行委員会」により、旧会津橋曳き揃えにて花火が打ち上げられた。
2020年（令和2年）5月10日、新型コロナウイルス感染症の拡大防止により、太平洋戦争後では初となる、笠鉾巡行など人が集まる祭事の中止が発表される。神事である「暁の祭典」のみがおこなわれた。
2021年も前年に続いて、5月17日に笠鉾巡行など人が集まる祭事の中止が発表された。同年7月25日、各町の有志による文化継承・体験イベント「未来に繋ごう！田辺祭」が鬪鷄神社境内にて開催された。北新町、福路町、本町、江川町の笠の内演奏、巫女舞奉納、和楽器体験、有志による縁日などがYouTube LIVEで配信された。
2022年（令和4年）6月18日、規模を縮小し、各町単位で笠鉾の組立・神社への奉納などをおこなうことになり、
ほぼ全ての笠鉾町で笠鉾が組み立てられた。また、一部町では事前行事・神事が執り行われ、7月24日には全ての町が本殿にて奉納（461回）。福路町・流鏑馬(担当は中屋敷町)においては御稚児を出し、例年通り各町御宿を巡行した。
2023年（令和5年）462回田辺祭として、4年ぶりに通常開催された。

## 担い手の不足
各町内に区割(組)があり、基本的には当番組が行事を勤める。一家につき男性1人が参加するのがしきたりであるが、田辺中心部の過疎化・高齢化に伴い空き家が増えた結果、「町割が無い町」や「3区(組)だったのを2区にする」などの対応に追われている。
2023年には各町の担い手がさらに不足している点や資金繰りの難航が表面化していると報じられ、同年9月の保存会会合では日程を見直す意見や参加者増加に向けた議論が交わされた。